# إدغار مانسك
إدغار مانسك (بالإنجليزية: Edgar Manske)‏ (4 يوليو 1913 بنيكوسا في الولايات المتحدة - 27 يناير 2002 بلوس أنجلوس في الولايات المتحدة) هو لاعب كرة قدم أمريكية ولاعب كرة قدم أمريكي في مركز خلفية ‏. لعب مع شيكاغو بيرز وفيلادلفيا إيقلز.

## وصلات خارجية
- إدغار مانسك على موقع مرجع كرة القدم المحترفة.كوم (الإنجليزية)